# Jom ha-zikaron

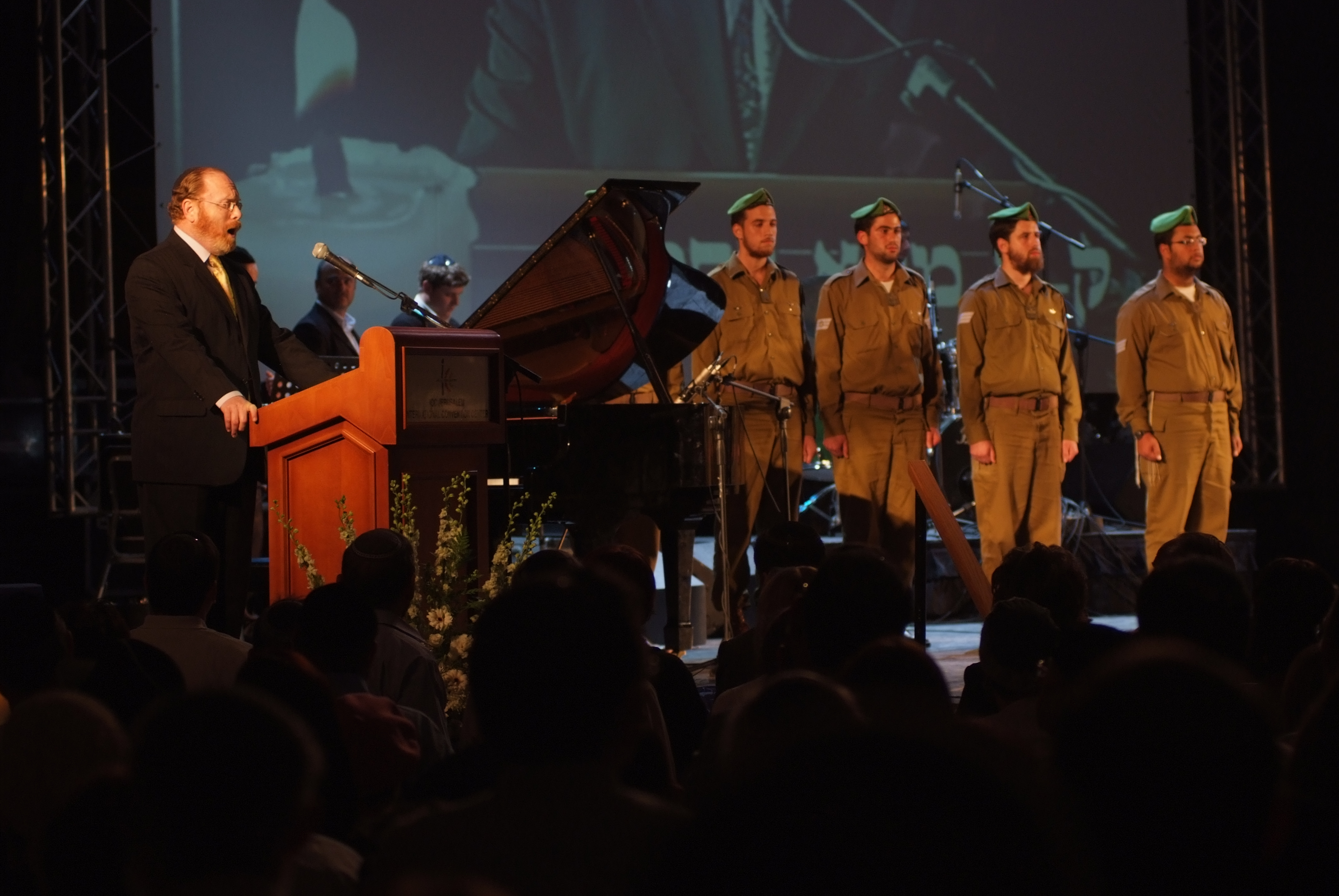
Izraelští vojáci při Jom ha-zikaron

Jom ha-zikaron (hebrejsky יום הזיכרון‎, celým názvem יום הזיכרון לחללי מערכות ישראל‎) je den vzpomínek na padlé vojáky Izraele. Slaví se 4. ijaru, v předvečer izraelského dne nezávislosti. Při tomto vzpomínkovém dni se v celém státě ve všech armádních budovách, většině synagog, škol a hřbitovů konají vzpomínkové obřady. Při těchto obřadech (náboženských i sekulárních) se vzpomíná na všechny vojáky, kteří padli při obraně Izraele od 1. arabsko-izraelské války (1948–1949) až do dneška. Rovněž se vzpomíná na všechny oběti teroristických útoků. Státní televize vysílá pořady připomínající padlé a rozhlasové stanice hrají písně s válečnou a protiválečnou tematikou. Zábavní podniky mívají většinou v tento den zavřeno. V osm hodin večer a v jedenáct hodin ráno se pak rozezní sirény a ohlásí dvě minuty ticha za padlé.

## Sekulární aspekt

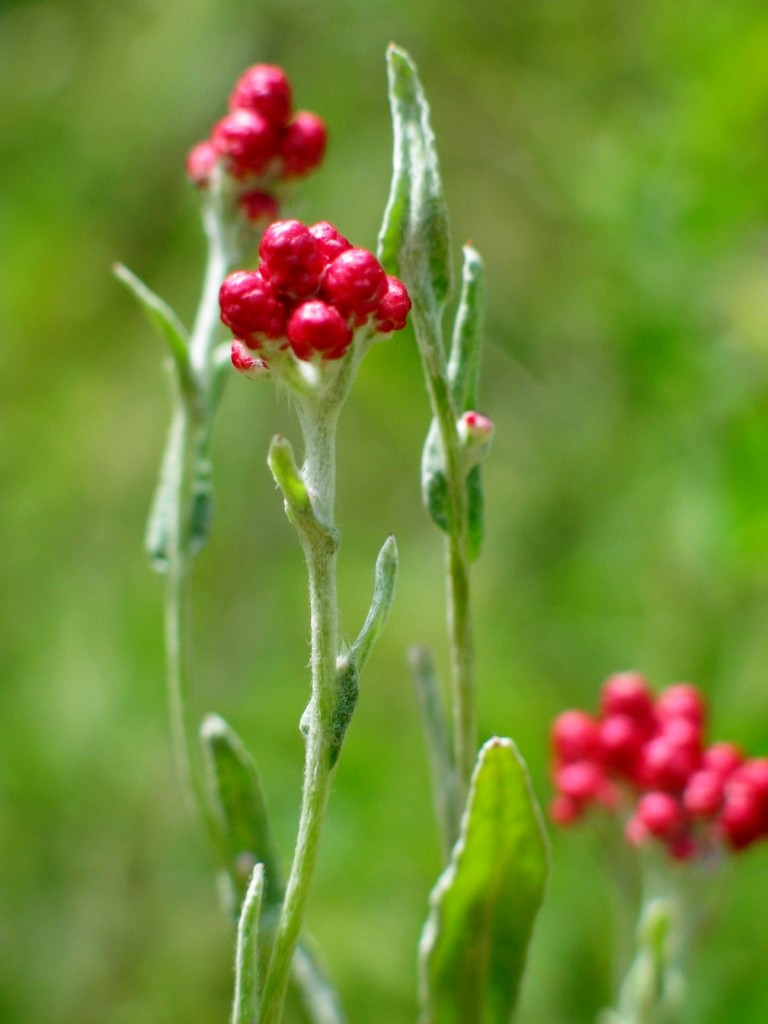
Rostlina Helichrysum sanguineum používaná jako symbol na Jom ha-zikaron

Pro většinu sekulárních Izraelců je tento den vzpomínkou na padlé, zvláště pak pokud mají mezi padlými někoho ze svých blízkých. Řada Izraelců v ten den navštěvuje hřbitovy i neformálně a mimo rámec oficiálních vzpomínkových akcí, aby uctili památku svých blízkých. Hlavní vzpomínkové obřady se konají na Herzlově hoře v Jeruzalémě u hrobu Theodora Herzla a na tamním vojenském hřbitově (který je izraelským národním vojenským památníkem, podobně jako vojenský hřbitov na pražských Olšanech nebo Arlington ve Washingtonu v USA). Symbolem tohoto dne je květina Helichrysum sanguineum, v hebrejštině známá jako „krev Makabejských“.

## Náboženský aspekt
Pro nábožensko-sionistické kruhy je Jom ha-zikaron dnem, kdy se v některých synagogách odříkávají smuteční modlitby (El male rachamim - Bože plný slitování), v řadě izraelských i diasporních synagog se říká modlitba za vojáky Izraelských obranných sil.

## Opozice vůči Jom ha-zikaron
Jom ha-zikaron je velmi často bojkotován izraelskými Araby (izraelští Arabové neslouží v izraelské armádě) a rovněž i antisionistickými ultraortodoxními (charedim) židy.